# 제임스 디벨로
제임스 디벨로(James DeBello, 1980년 6월 9일 ~ )는 미국의 배우이다.

## 출연 작품
- 무서운 영화2